# Суне Сік
Суне Сік (швед. Sune Sik; 1154 — невідомо) — ймовірно, шведський принц. За словами Олауса Петрі, він був молодшим сином короля Сверкера I та батьком Інґрід Ільви, що дозволяє його вважати прямим предком Біргера та королівської лінії династії Б'єльбу.

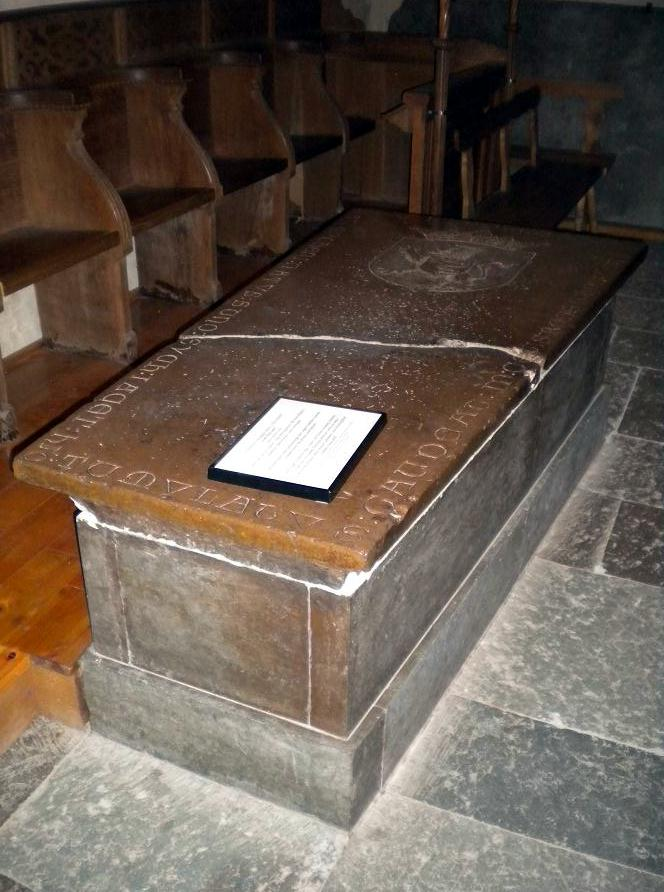
Надгробок XVI століття на могилі Суні Сіка в абатстві Врета

У документах, що збереглися до сьогодення, можна знайти одного Суне Сіка, який жив набагато пізніше. Цей Суне Сік зробив пожертву абатству Врета вже 1297 року. Можливо, він наказав відновити каплицю, в якій він зрештою був похований, а потім цистерціанська традиція могла назвати його принцем. Це змусило деяких істориків вважати інформацію Олауса Петрі про нього недостовірною.
Інші шведські історики вважають, що Суне Сік, як син короля Сверкера, був історичною особистістю і саме тією людиною, що похована в абатстві Врета (див. фото). Згідно зі шведським магістром філософії XVIII століття Магнусом Бореном, Суне був також герцогом Естерйотланда (у той час, коли використання такого титулу в Швеції невідомо).